# Dgał Mały
Dgał Mały – jezioro w Polsce w województwie warmińsko-mazurskim, w powiecie węgorzewskim, w gminie Pozezdrze. Jest to jezioro doświadczalne Instytutu Rybactwa Śródlądowego.

## Położenie
Jezioro leży na Pojezierzu Mazurskim, w mezoregionie Wielkich Jezior Mazurskich, w dorzeczu Węgorapa–Pregoła. Znajduje się około 7 km w kierunku północnym od Giżycka.
Dno i stoki ławicy muliste. Otoczenie brzegów stanowią pola i łąki, na północy i północnym zachodzie – tereny podmokłe. Brzegi od strony wschodniej i południowo-zachodniej wysokie, gdzieniegdzie strome. Zbiornik wodny jest połączony ciekiem wodnym od strony południowej z jeziorem Dgał Wielki.
Jezioro leży na terenie obwodu rybackiego jeziora Dgał Wielki w zlewni rzeki Węgorapa – nr 3. Znajduje się na terenie Obszaru Chronionego Krajobrazu Krainy Wielkich Jezior Mazurskich o łącznej powierzchni 85 527,0 ha.

## Morfometria
Według danych Instytutu Rybactwa Śródlądowego powierzchnia zwierciadła wody jeziora wynosi 14,2 ha. Średnia głębokość zbiornika wodnego to 5,0 m, a maksymalna – 16,8 m. Lustro wody znajduje się na wysokości 120,1 m n.p.m. Objętość jeziora wynosi 714,9 tys. m³. Maksymalna długość jeziora to 650 m, a szerokość 290 m. Długość linii brzegowej wynosi 1570 m.
Inne dane uzyskano natomiast poprzez planimetrię jeziora na mapach w skali 1:50 000 według Państwowego Układu Współrzędnych 1965, zgodnie z poziomem odniesienia Kronsztadt. Otrzymana w ten sposób powierzchnia zbiornika wodnego to 13,5 ha, a wysokość bezwzględna lustra wody – 119,3 m n.p.m.

## Przyroda
W skład pogłowia występujących ryb wchodzą m.in. sandacz, tołpyga, leszcz, płoć i okoń. Roślinność przybrzeżna nierównomierna, przeważa trzcina. Nie występuje roślinność zanurzona.